# Готфрид фон Гогенлоэ

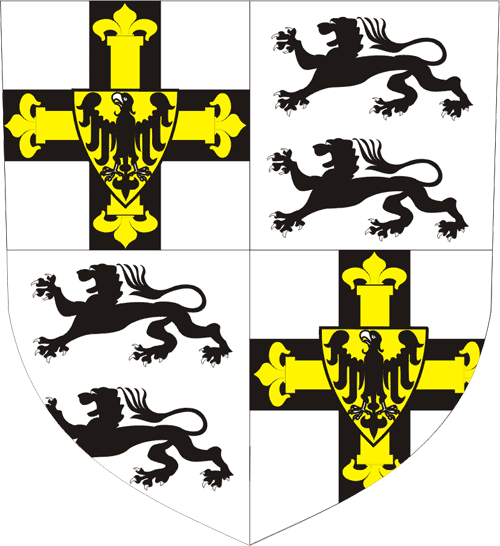
Герб великого магистра Готфрида фон Гогенлоэ

Готфрид фон Гогенлоэ (нем. Gottfried von Hohenlohe, около 1265 года — 5 ноября 1309 года, Бад-Мергентхайм) — четырнадцатый великий магистр Тевтонского ордена. Сын Крафта фон Гогенлоэ и Виллеборги фон Вертхайм. Среди его предков был великий магистр Генрих фон Гогенлоэ, который приходился братом его деду.
Гогенлоэ стал членом ордена в 1279 году. В 1290 году был назначен комтуром Франконии. В 1294 году стал ландмейстером (магистром) ордена в Германии. 3 мая 1297 года на капитуле в Венеции Гогенлоэ был избран великим магистром ордена. Вскоре он был втянут в конфликт между орденом и епископом Риги. Потеря владений ордена в Венеции и Неаполе в 1303 году, а также невнимание к просьбам рыцарей из Ливонии и Пруссии, привело к ослаблению его позиций. 18 октября 1303 года по решению капитула в Мемеле он был вынужден уйти в отставку. Он получил в управление баллей во Франконии. Отставка Гогенлоэ не была признана некоторыми членами ордена, которые считали его великим магистром вплоть до его смерти в 1309 году. Он был похоронен в Марбурге.